# Pollo del mendicante
Il pollo del mendicante (叫化雞S, jiàohuā jīP) è un piatto cinese. Si prepara farcendo un volatile con funghi, cavoli, erbe e cipolle, ricoprendolo in foglie di loto e cuocendolo a lungo in forno con un involucro di argilla.

## Storia
Molte regioni della Cina rivendicano l'invenzione del pollo del mendicante. Ciononostante, gran parte degli esperti culinari affermano che esso abbia avuto origine nella città di Hangzhou.
Esistono delle leggende inerenti alla nascita dell'alimento. Stando a una di esse, un mendicante rubò un pollo da una fattoria ma, non avendo una pentola o degli utensili, avvolse l'uccello in foglie di loto e lo riempì di terra, lo mise in una buca dove aveva acceso un fuoco e lo seppellì. Quando dissotterrò il pollo e ruppe l'argilla, scoprì che la carne era divenuta tenera e aromatica. In altre versioni, il mendicante rubò il pollo all'imperatore e usò il metodo della buca di fango per evitare che il fumo potesse attirare l'attenzione delle guardie imperiali. In alternativa, l'imperatore si fermò a cenare con il mendicante e apprezzò così tanto il piatto che lo aggiunse al menu imperiale e il mendicante si arricchi vendendo il piatto agli abitanti del luogo. Secondo un'altra tradizione, il piatto era uno dei preferiti d'infanzia dell'imperatore Gao di Han, che aveva umili origini. Quando divenne imperatore, la ricetta passò ad essere una specialità imperiale. Un'altra leggenda vuole che, durante il XVII secolo verso la fine della dinastia Ming a Changshu, il politico e mentore di Coxinga, Qian Qianyi, incontrò il mendicante che preparò il piatto improvvisato e fece in modo che i suoi chef migliorassero la ricetta.
Secondo una consuetudine, l'involucro di argilla che riveste il pollo del mendicante viene rotto con un mazzuolo dall'ospite d'onore.